# Saccarena
Saccarena es un género de foraminífero bentónico de la subfamilia Saccorhizinae, de la familia Hyperamminidae, de la superfamilia Hippocrepinoidea, del suborden Hippocrepinina y del orden Astrorhizida. Su especie tipo es Saccarena bitubulifera. Su rango cronoestratigráfico abarca el Ludloviense inferior (Silúrico superior).

## Discusión
Clasificaciones previas incluían Saccarena en la subfamilia Hyperammininae, de la familia Hippocrepinidae, así como en el suborden Textulariina del orden Textulariida.

## Clasificación
Saccarena incluye a la siguiente especie:
- Saccarena bitubulifera